# Zakład Przemysłu Odzieżowego „Vistula” w Przeworsku
Zakład Przemysłu Odzieżowego „Vistula” w Przeworsku – zakład przemysłowy funkcjonujący w Przeworsku w latach 1975–2000.

## Historia
24 maja 1972 Wojewódzka Rada Narodowa w Rzeszowie podjęła uchwałę dotyczącą lokalizacji w Przeworsku Zakładu Przemysłu Odzieżowego. Prezydium Powiatowej Rady Narodowej, 14 sierpnia 1973, przekazało teren w wieczyste użytkowanie Wojewódzkiemu Zjednoczeniu Przedsiębiorstw Państwowego Przemysłu Terenowego w Rzeszowie. We wrześniu 1974 dyrektor ZPO „Vistula” w Krakowie wydał zarządzenie dotyczące uruchomienia zakładu produkcyjnego w Przeworsku. Przedsiębiorstwo rozpoczęło działalność w kwietniu 1975, zatrudniając 210 osób. Oficjalnego otwarcia przeworskiej „Vistuli” dokonał 20 lipca 1975 minister przemysłu lekkiego Tadeusz Kunicki. Wkrótce powstał Związek Zawodowy Pracowników Przemysłu Włókienniczego, Odzieżowego i Skórzanego. Od 1977 ubrania eksportowane były do Związku Radzieckiego, a z czasem eksport przekroczył 89%. W 1980 zakład otrzymał dyplom Ogólnopolskiego Komitetu Frontu Jedności Narodu. W październiku 1980 utworzono w zakładzie NSZZ „Solidarność”. W maju 1981 rozpoczęto budowę bloku mieszkalnego dla pracowników, wkrótce założono sklep firmowy i szkołę przyzakładową. W 1986 przeworską „Vistulę” opuściło dwumilionowe ubranie wyprodukowane w zakładzie. ZPO „Vistula” w Przeworsku przestał istnieć w 2000. 
Jego tradycje kontynuuje firma odzieżowa MEN'SFIELD sp. z o.o. 
28 lutego 2020 sąd w Przemyślu potwierdził oskarżenia wobec firmy na temat złych warunków pracy szwaczek.